# Astralium milloni
Astralium milloni là một loài ốc biển thuộc họ Turbinidae.  

## Phân bổ
Loài ốc biển này xuất hiện ở Thái Bình Dương. Mẫu gốc của loài được tìm thấy ngoài khơi Polynesia thuộc Pháp .